# Cyflufenamid
Cyflufenamid ist eine chemische Verbindung aus der Gruppe der Amidoxime.

## Gewinnung und Darstellung
Cyflufenamid kann durch eine mehrstufige Reaktion ausgehend von 3,4-Dichlorbenzotrifluorid über 2,3-Difluor-6-trifluormethylbenzonitril gewonnen werden.

## Eigenschaften
Cyflufenamid ist ein weißer Feststoff mit leicht aromatischem Geruch. Es ist stabil gegen Hydrolyse (5 d bei 50 °C, pH 4, 5 und 7).

## Verwendung
Cyflufenamid wird als Fungizid im Anbau von Gerste, Hafer, Roggen, Triticale und Weizen vor allem gegen Echte Mehltaupilze eingesetzt.

## Zulassung
Cyflufenamid wurde von der Nippon Sōda entwickelt und erstmals 2002 in Japan zugelassen. In Deutschland erfolgte die Zulassung 2006.
Cyflufenamid wurde in der Europäischen Union mit Wirkung zum 1. April 2010 für Anwendungen als Fungizid zugelassen.
In Deutschland, Österreich und der Schweiz sind Pflanzenschutzmittel (z. B. Vegas) mit diesem Wirkstoff zugelassen.

## Externe Links zu erwähnten Verbindungen
1. ↑  Externe Identifikatoren von bzw. Datenbank-Links zu 3,4-Dichlorbenzotrifluorid:  CAS-Nr.: 328-84-7, EG-Nr.: 206-337-1, ECHA-InfoCard: 100.005.762, GESTIS: 491306, PubChem: 9481, ChemSpider: 9109, Wikidata: Q27268232.
2. ↑  Externe Identifikatoren von bzw. Datenbank-Links zu 2,3-Difluor-6-trifluormethylbenzonitril:  CAS-Nr.: 186517-05-5, EG-Nr.: 813-278-0, ECHA-InfoCard: 100.245.483, PubChem: 10104456, ChemSpider: 8279983, Wikidata: Q82250700.